# Koko Giles
Jesús Giles Alipázaga (La Unión, Huánuco, 23 de noviembre de 1957), más conocido como Koko Giles es un comunicador social y político peruano. Fue alcalde provincial de Huánuco entre 2007 y 2014.
Nació en el distrito de La Unión, Provincia de Dos de Mayo, departamento de Huánuco el 23 de noviembre de 1957. Sus estudios primarios los realizó en el Centro Educativo Primario San Luis Gonzaga de la ciudad de Huánuco y los secundarios en la Gran Unidad Escolar Leoncio Prado de esa ciudad. No tiene estudios superiores.
Terminados sus estudios escolares, se muda a El Callao donde trabaja en Radio Estación X, y luego en Radio Unión. Posteriormente trabajó en Radiomar donde se consolidó como locutor en los años 80. En los años 90, ingresó a trabajar en la televisión dirigiendo El show de Koko Giles en Latina Televisión. Programa de emisión de música salsa, que se transmitía los sábados en la noche, que duró doce años en el aire.
Se inicia políticamente, en las elecciones generales del 2001, como candidato a congresista por Huánuco, por el Movimiento Independiente Somos Perú-Causa Democrática, sin obtener la representación. Al año siguiente, participó en las primeras elecciones regionales como candidato a la presidencia regional de Huánuco, por el Partido Democrático Somos Perú, sin obtener la elección. En las elecciones generales del 2006, buscó nuevamente su elección como congresista, por el Frente de Centro, sin éxito. Ese mismo año, postuló a la alcaldía provincial de Huánuco; obteniendo la elección y siendo reelegido en las elecciones municipales del 2010. Finalmente, participó en las elecciones regionales del 2014, tentando nuevamente la presidencia regional de Huánuco, sin éxito.
Durante su gestión, tras haber sido reelegido para el periodo 2011-2014, fue suspendido en su cargo por el Jurado Nacional de Elecciones tras haber sido condenado por los delitos de usurpación y daño agravado, abuso de autoridad y ejercicio arbitrario de derecho por propia mano. Posteriormente, en junio de 2013 el Tribunal Constitucional dispuso que el proceso penal llevado en su contra debía tramitarse nuevamente debido a un conflicto de intereses en los juzgados de Huánuco. siendo repuesto en su cargo.
En el año 2018, cuando preparaba su candidatura a la alcaldía de Huánuco en las elecciones de ese año, fue condenado a cuatro años de prisión suspendida, tres años de inhabilitación para ejercer cargo público y al pago solidario de una reparación civil de cincuenta mil soles a favor de la Municipalidad Provincial de Huánuco por el delito de colusión.